# Thalasseus sandvicensis
Se procura a ave designada por garajau-comum nos Açores, veja garajau-comum dos Açores.

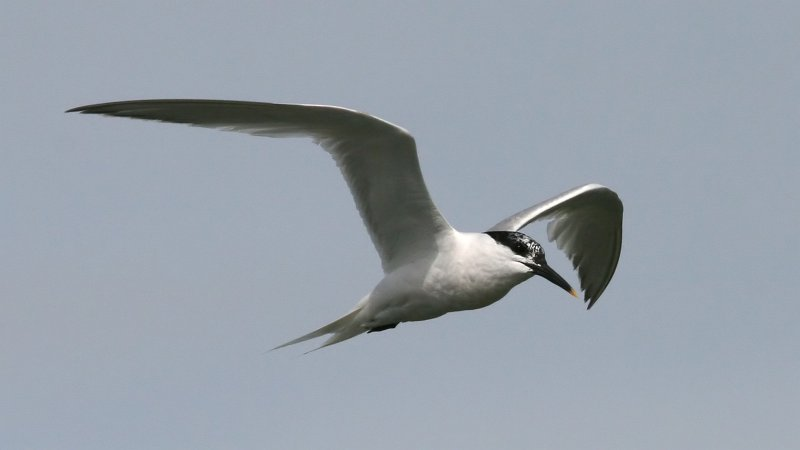
Espécime de T. s. sandvicensis.

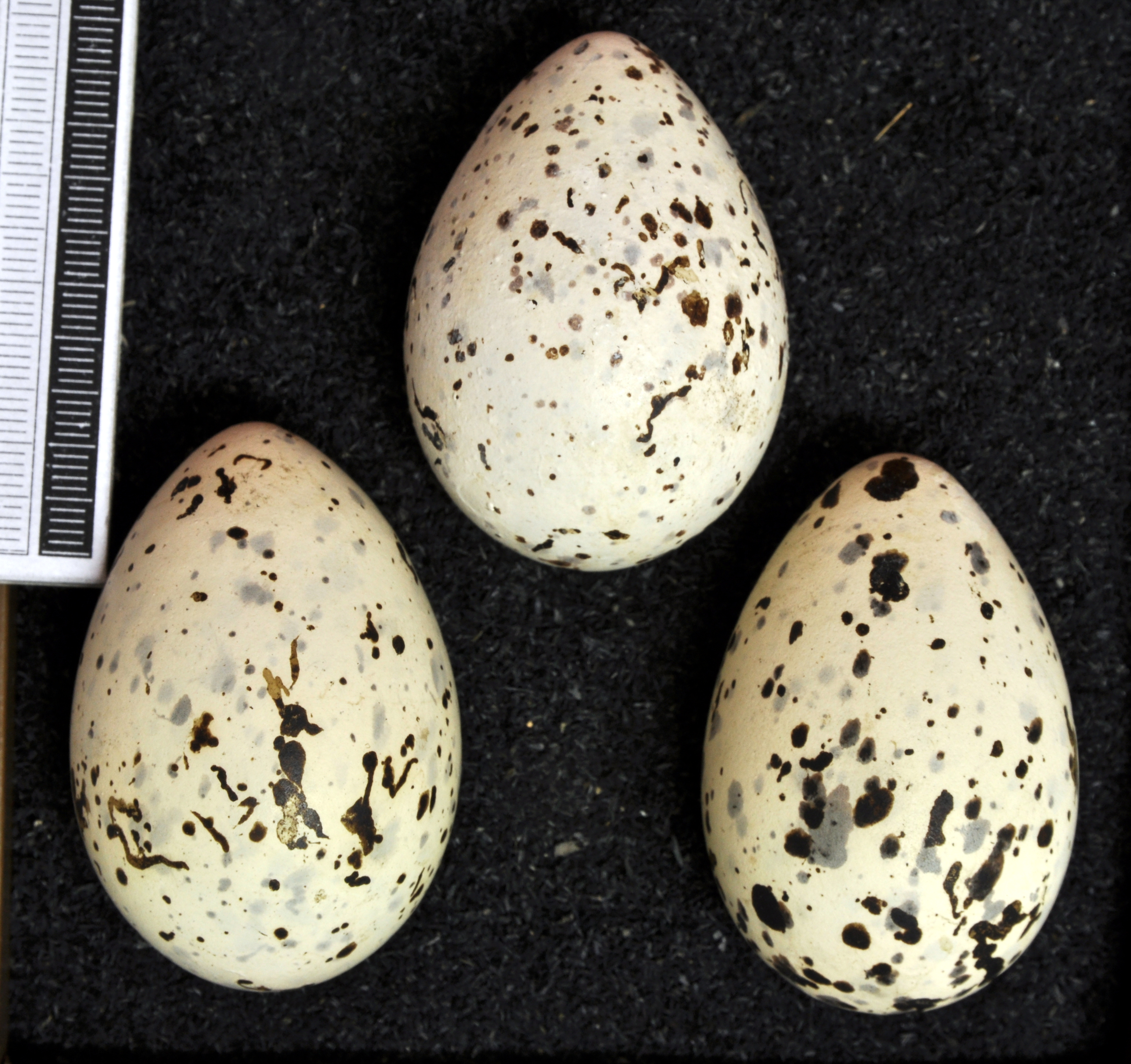
Ovos de T.sandvicensis (colecção do Museum Wiesbaden).

Thalasseus sandvicensis (Latham, 1787), comummente conhecido como garajau-comum ou garajau-de-bico-preto, é uma ave marinha, pertencente à família dos esternídeos, da qual é um dos maiores membros.
Caracteriza-se pela plumagem branca, pelo barrete preto, e pelo bico preto com a ponta amarela. Com distribuição natural no nordeste do Atlântico, nidifica em zonas costeiras do norte e do centro da Europa. Ocorre ao longo da costa portuguesa principalmente durante as passagens migratórias, havendo também uma pequena população invernante.

## Nomes comuns
Além de «garajau» (também grafado garajão) e «garajau-de-bico-preto», esta ave dá ainda pelos seguintes nomes comuns: charrana, charreca, garão e gragina.

## Descrição
A espécie Thalasseus sandvicensis é uma das aves marinhas da família dos garajaus mais comuns nas costas europeias, ocorrendo desde o Mar Negro até ao Báltico e ao Mar do Norte. A espécie é estreitamente aparentada, e morfologicamente muito semelhante, com T. bengalensis (das costas da Índia e China) e com as espécies simpátricas T. bernsteini, T. acuflavidus e T. elegans, sabendo-se que há cruzamento fértil com algumas destas espécies.
T. sandvicensis é um garajau de porte médio a grande, com 37-43 cm de comprimento e 85-97 cm de envergadura, sendo uma das espécies mais corpulentas entre os esternídeos, o que o diferencia claramente da maioria dos garajaus que partilham a sua área de distribuição natural, embora a raça sul-americana possa eventualmente ser confundida com T. elegans.
A plumagem do dorso é cinzenta clara, as partes inferiores brancas, apresentando um tufo de penas pretas desgrenhadas no topo da cabeça, formando uma espécie de '"crista" negra que se torna menos extensa no inverno com o aparecimento de uma coroa de penas brancas. Em consequência, no inverno a mancha negra no topo da cabeça esbate-se, ficando nalguns casos totalmente esbranquiçada. A parte superior das asas é de coloração cinza-claro, com a parte inferior branca. Esta combinação de cinzento claro e branco dá uma aparência esbranquiçada à ave quando vista em voo, apesar das penas primárias de voo escurecerem durante o verão. A espécie apresenta um bico aguçado, negro, com a ponta amarela, excepto na raça sul-americana que apresenta bico amarelo ou alaranjado.
As espécies simpátricas mais comuns apresentam bicos alaranjados em toda a sua extensão, o que aliado à corpulência torna fácil o reconhecimento da espécie. Outras diferenças são o escurecimento do dorso e o bico mais fino e integramente longo no caso de T. elegans. A espécie T. bengalensis é a morfologicamente mais próxima de T. sandvicensis, mas apresenta as cores do bico invertidas, com a ponta negra num bico de coloração amarela, sendo que as suas áreas de distribuição natural são disjuntas.
As aves juvenis apresentam plumagem cinzenta com laivos acastanhados no dorso e asas, com escurecimento da parte terminal da cauda, que apresenta pontas negras. Esta combinação de colorações dá uma aparência escamosa à parte traseira e às asas, semelhante à que ocorre nos juvenis de Sterna dougallii.
T. sandvicensis é uma ave vocal, formando grupos ruidosos, com numerosas vocalizações, com um som alto e característico que soa arrastado e semelhante a kear-ik ou kerr ink.
A espécie nidifica em colónias muito densas em costas e ilhas, preferindo ilhéus rochosos isolados, mas excepcionalmente pode nidificar nas margens de lagos de água doce localizados perto da costa, quando sejam extensos e apresentam habitats adequados. O ninho é construído em pequenas plataformas que forma por raspagem do solo, com posturas de um a três ovos.
Ao contrário de alguns dos garajaus menos corpulentos, a espécie não é muito agressiva em relação a potenciais predadores, contando com a protecção conferida pela enorme densidade dos ninhos na colónia, muitas vezes apenas afastados 20-30 cm entre si. Também beneficia da nidificação perto de outras espécies mais agressivas, como a gaivina-do-árctico (Sterna paradisaea) e a gaivota-de-cabeça-preta (Ichthyaetus melanocephalus) para evitar a predação.
Como todas as espécies do género Thalasseus, o garajau-comum alimenta-se capturando peixes por meio de mergulho, geralmente em ambientes marinhos. Geralmente mergulha directamente do voo e não a partir de uma posição de paragem em voo pairado, técnica favorecida por muitas espécies de garajau. A oferta de peixe pelo macho à fêmea é parte do processo de acasalamento.

## Taxonomia
A família Sternidae, que inclui as espécies conhecidas pelo nome comum de garajaus, são aves marinhas de pequena a média dimensão, com morfologia corporal semelhante a gaivotas, mas com formas geralmente mais delicadas, mais pequenas e esbeltas, e com pernas mais curtas e finas. Apresentam asas longas, ponteagudas, que lhes conferem um tipo de voo característico, rápido e ondulante. A cauda é em geral claramente bifurcada, característica que justifica o nome comum de andorinha-do-mar dado a algumas espécies. A maioria das espécies apresentam plumagem cinzenta na região dorsal e esbranquiçada na ventral, com uma marca negra no topo da cabeça que se reduz ou fica salpicado de branco no inverno.
A espécie T. sandvicensis foi originalmente descrita pelo ornitólogo britânico John Latham em 1787 sob o binome Sterna sandvicensis, mas foi recentemente transferida para o género Thalasseus (Boie, 1822) em consequência de estudos do ADN mitocondrial terem demonstrado que os três tipos de padrão morfológico das penas da cabeça (coroa branca, boné negro e boné negro com um penacho branco na frente) correspondem a clades distintos.
O nome genérico é derivado do grego thalassa, "mar", e o epíteto específico sandvicensis é uma referência a Sandwich, Kent, a localidade tipo dos espécimes usados por John Latham na descrição da espécie. Em aves, o nome específico sandvicensis geralmente denota uma espécie que foi descrita em primeiro lugar a partir de espécimes recolhidos no Hawaii, arquipélago que foi conhecido até ao século XIX pelo nome de "ilhas Sandwich", mas a espécie não ocorre no Oceano Pacífico.
Presentemente não são reconhecidas subespécies de T. sandvicensis, sendo que os táxons anteriormente colocados neste nível são agora considerados como espécies autónomas. Entre estas está a espécie neotropical Thalasseus acuflavidus, que nidifica nas costas atlânticas da América do Norte, invernando nas Caraíbas e nas costas da América do Sul tropical, aparecendo ocasionalmente nas costas ocidentais da Europa. A anterior subespécie, T. s.  eurygnatha (Saunders 1876), é por vezes tratada como uma espécie separada, o garajau-de-caiena, sob o binome T. eurygnatha, que nidifica nas costas atlânticas da América do Sul desde a Argentina até às Caraíbas, formando um complexo específico que gradualmente se integra com T. acuflavidus na parte norte da sua área de distribuição natural. A análise do ADN demonstrou que o agrupamento T. eurygnatha difere geneticamente de T. acuflavidus, mas as diferenças não são suficientes para confirmar que o grupo é em definitivo uma espécie separada.

## Estatuto de conservação
A espécie T. sandvicensis apresenta uma extensa área global de distribuição natural, estimada em 100 000–1 000 000 km2. A população global estimada é de 460 000–500 000 indivíduos. A tendência de evolução da população não está quantificada, mas não se considera que a espécie se esteja a aproximar dos limiares estabelecidos como critério para considerar a sua população em declínio. A publicação IUCN Red List (Livro Vermelho da IUCN) utiliza como critério para considerar uma populaçõe em declínio uma quebra de efectivos de pelo menos 30% em 10 anos ou três gerações. POr esta razão a espécie é considerada como estando no estado de conservação de espécie pouco preocupante.
T. sandvicensis é uma das espécies incluídas no Acordo para a Conservação das Aves Aquáticas Migratórias Afro-Euroasiáticas (AEWA). Os Estados signatários daquele acordo comprometem-se a adoptar um conjunto alargado de medidas de conservação que devem ser descritas num plano de acção detalhado. Esse plano deve considerar aspectos chave para a conservação da espécie e do habitat, controlo das actividades humanas, investigação, educação e implementação.

## Galeria

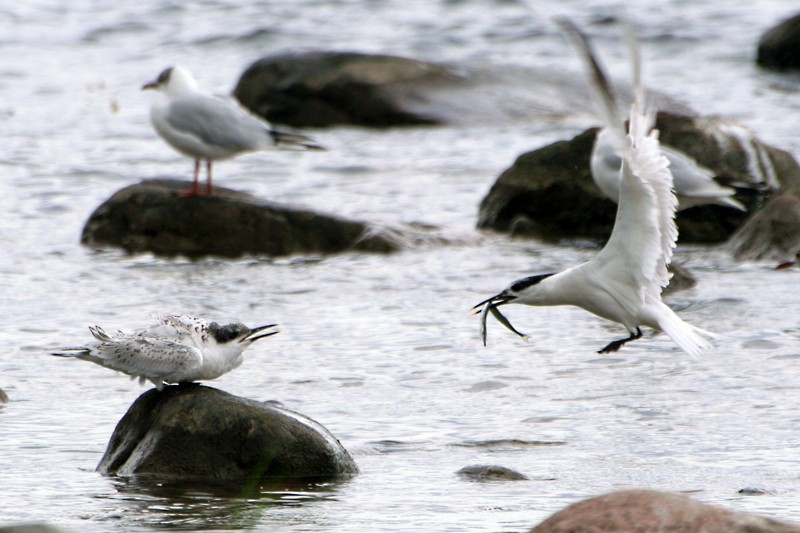
Adulto de T. sandvicensis aproximando-se de juvenis com um peixe.
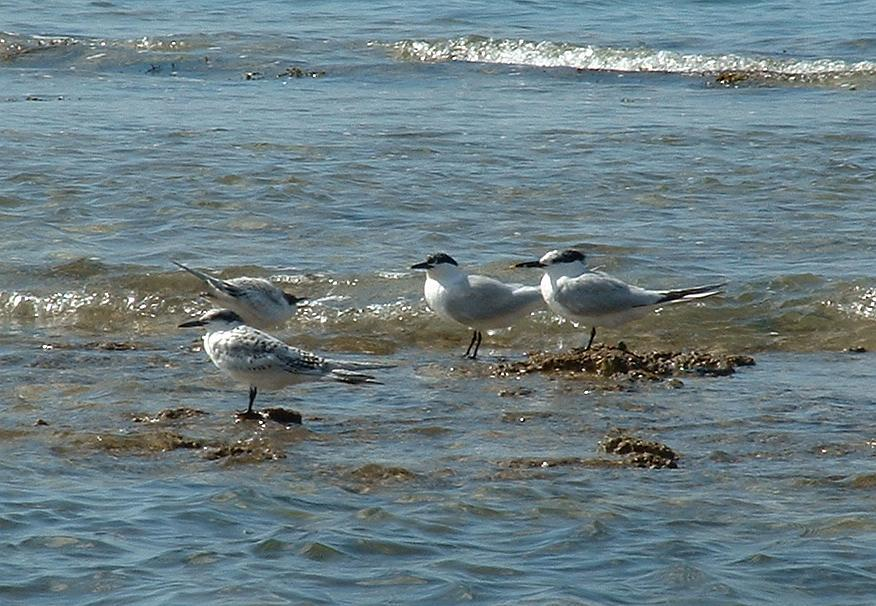
T. sandvicensis com outros garajaus.
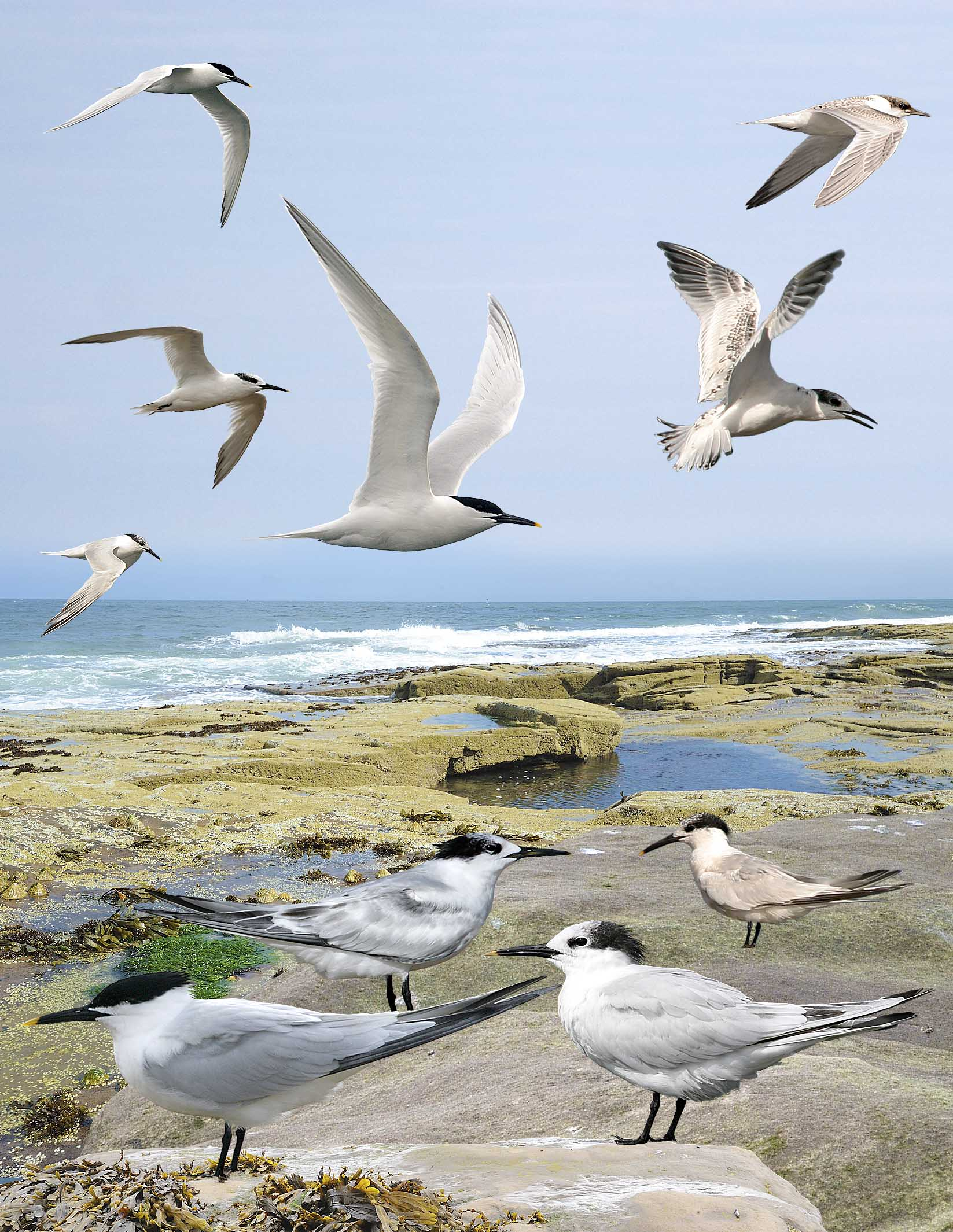
Ilustração para identificação.